# Embraer KC-390
Dimensions
L'Embraer KC-390 est un avion de transport militaire moyen, avec option avion ravitailleur.

## Caractéristiques
Il a été conçu par Embraer et dérivé de l'Embraer 190, bien qu'il en soit assez différent avec une configuration ailes hautes et empennage en « T ». Sa charge utile de 19 tonnes, revue à 23,6 tonnes, en fait un concurrent du C-130J Hercules. Sa soute fait 12,70 m de long, 3,45 m de large, avec une hauteur de 2,95 m, mais 3,20 au niveau de la section arrière du fuselage.
En 2024, son prix est estimé à 130/150 millions d’euros.

## Historique

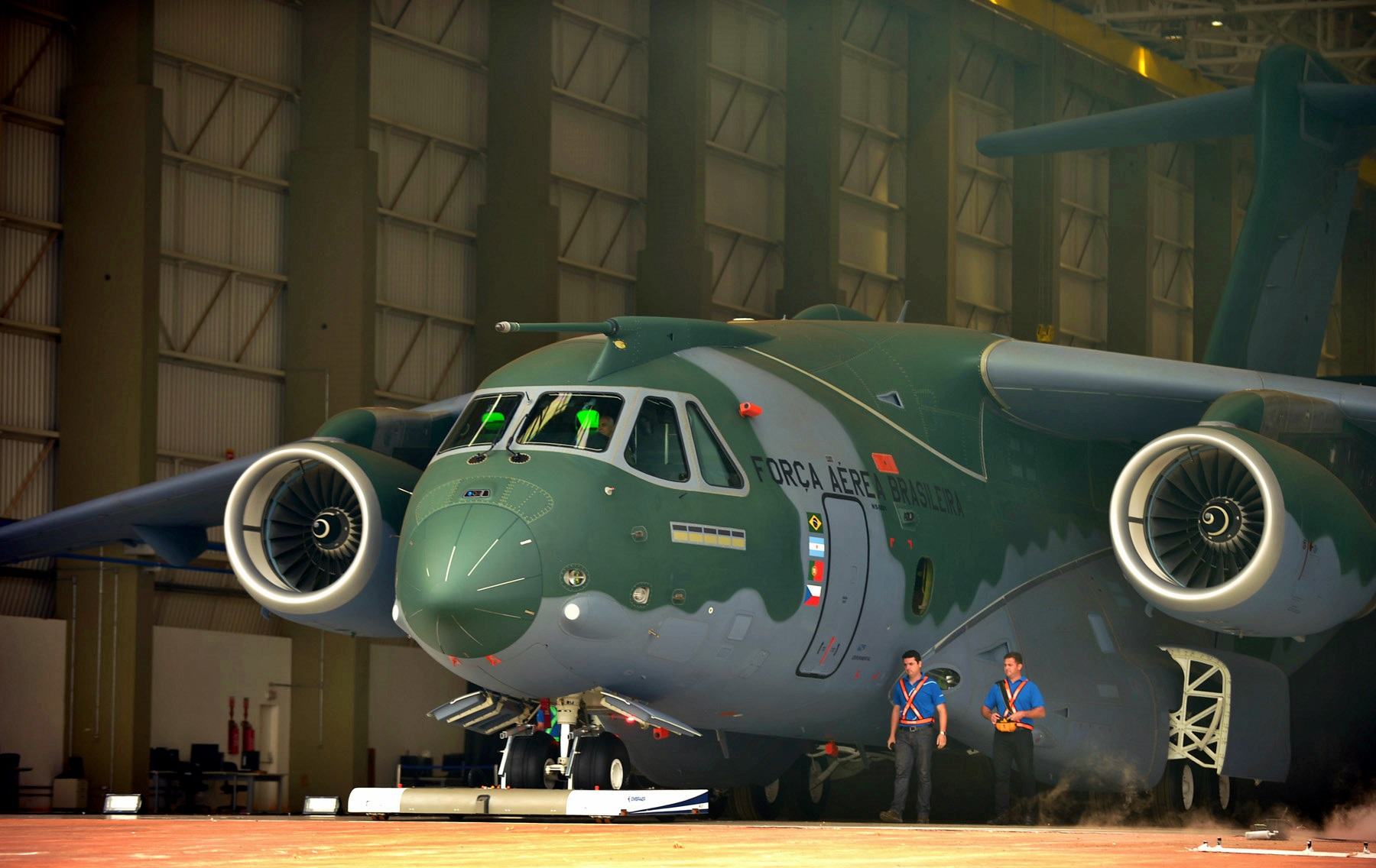
Présentation du KC-390, en octobre 2014.

En octobre 2018, trois appareils sont construits et cinq sont en cours d’assemblage et les campagnes d’essais ont dépassé les 1 900 heures de vol. Le premier appareil de série aurait dû être livré fin 2018 à la force aérienne brésilienne mais à la suite d'un accident, cela est reporté à 2019.
Le premier KC-390 destiné à la Force aérienne brésilienne a effectué son premier test en vol de production le 25 mai 2019. À cette date, sept autres KC-390 se trouvent sur la chaîne de production.

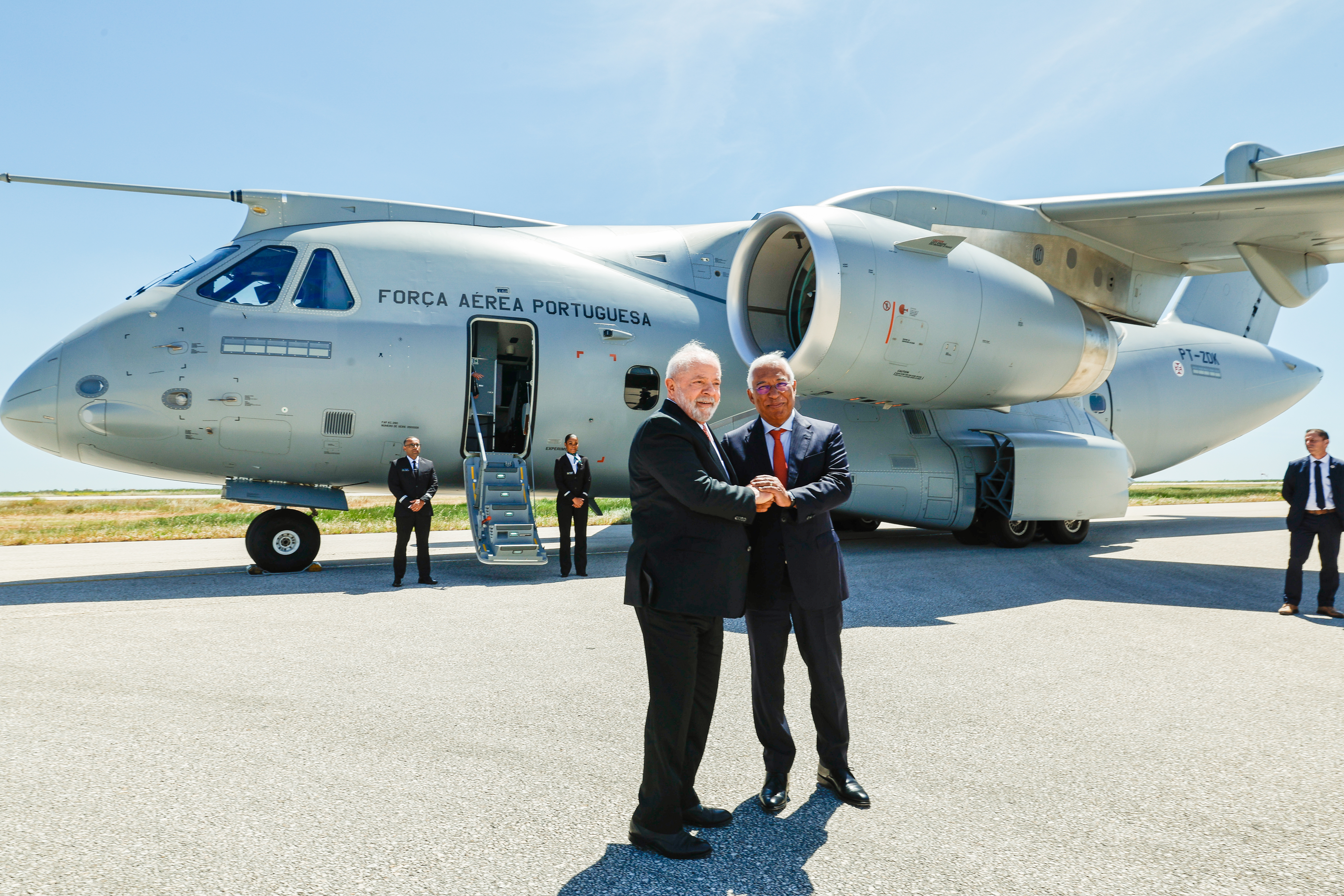
C-390 de l'armée de l'air portugaise

Boeing et Embraer ont un accord-cadre d’association (Master Teaming Agreement) initialement signé en 2012 et étendu en 2016, portant sur la commercialisation et la maintenance conjointes de l’avion sous le nom de C-390 Millennium. Après le retrait de Boeing de l'accord en avril 2020, Embraer recherche d'autres partenaires.

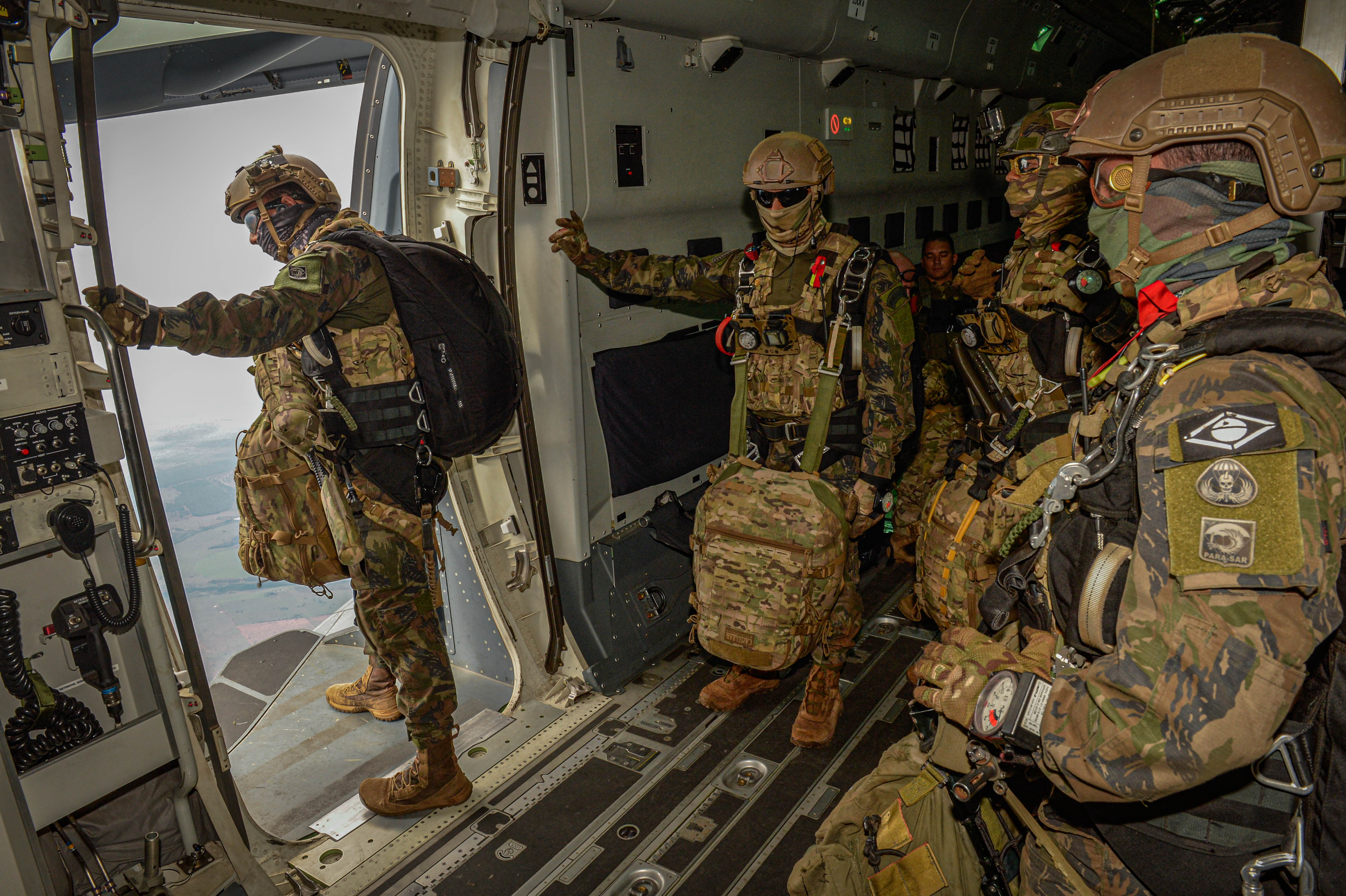
Forces spéciales dans les opérations de saut en liberté depuis un C-390.

Le 5 mai 2018, l'avion PT-ZNF a subi de graves dommages au fuselage et aux roues, après avoir quitté la piste à environ 260 m lors de l'atterrissage. L'avion a été partiellement perdu.
Deux avions ont été livrés en 2023, 3 en 2024.
Depuis son introduction dans l'armée de l'air brésilienne, l'avion a été intensivement utilisé dans des exercices avec les Forces armées brésiliennes et dans plusieurs opérations nationales et internationales :
- L'une des premières missions opérationnelles de l'Embraer C-390 Millennium était due à la pandémie de COVID-19, lorsque deux avions ont été utilisés pour transporter des véhicules, du matériel et des médicaments entre les États brésiliens[14].

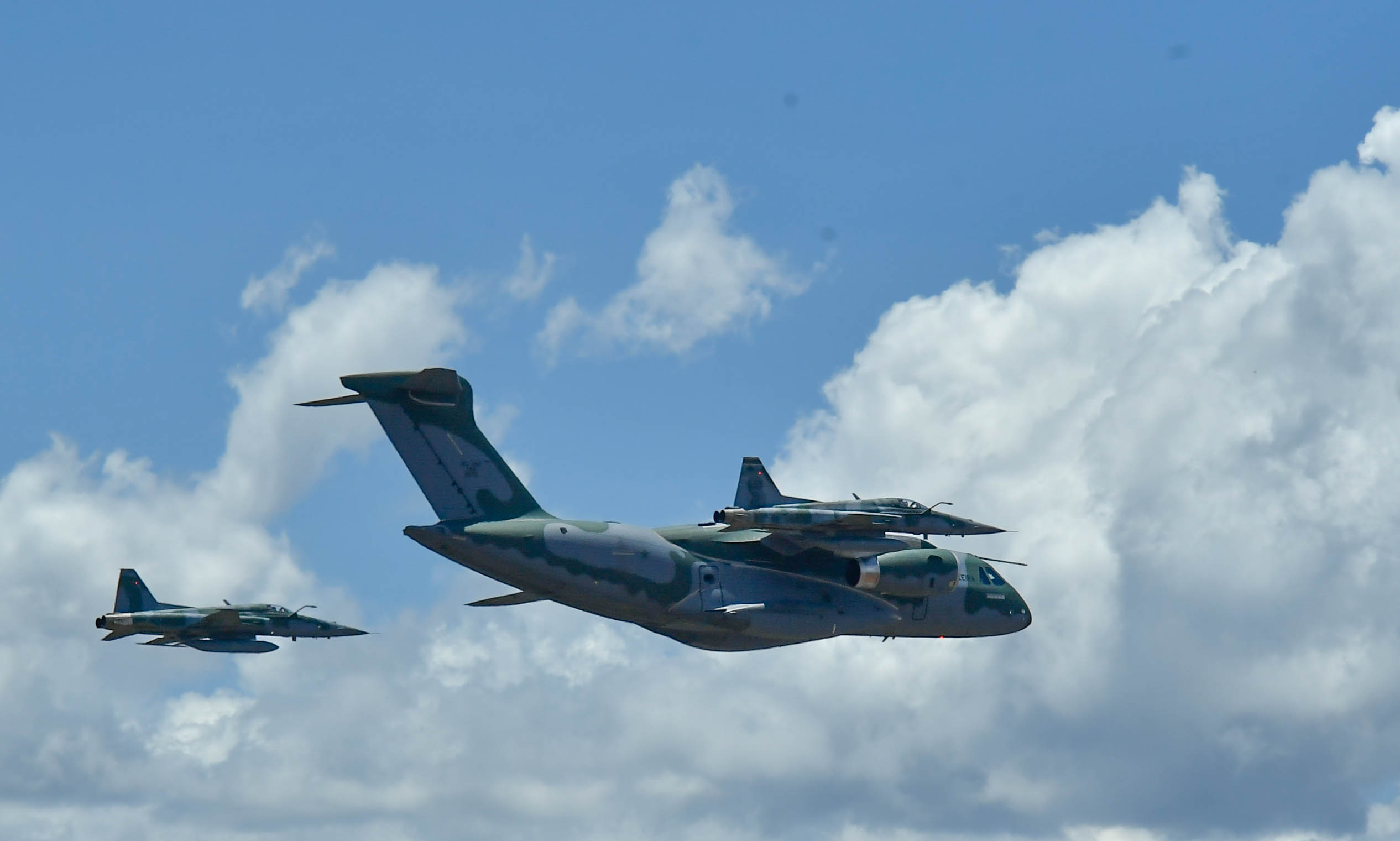
Opération Rapatriement - Arrivée de Brésiliens et d'étrangers d'Ukraine.

- À la suite des explosions du port de Beyrouth en 2020, un C-390 et un Embraer 190 VC-2 ont été envoyés avec environ six tonnes de médicaments, de nourriture et de matériel médical pour les soins d'urgence. C'était la première mission internationale de l'appareil avec la FAB[15].

- En février 2021, lors de l'exercice opérationnel Culminating, en Louisiane, aux États-Unis, il a effectué des vols conjoints avec des avions C-17 et C-130 de l'US Air Force. Au cours de l'opération, la force combinée a lancé 4 000 parachutistes lors d'un saut de nuit[16].

- Après le Séisme de 2021 en Haïti, le C-390 Millenium a été dépêché avec environ onze tonnes de médicaments et des pompiers spécialisés dans la recherche et le sauvetage dans les structures effondrées, des chiens de recherche et des médecins[17].

- Un C-390 s'est envolé pour Ushuaia transportant des pièces de rechange en soutien d'un C-130 du FAB engagé dans une opération en Antarctique[18].

- Lors de la Guerre russo-ukrainienne de 2022, un KC-390 et un VC-99B Legacy ont été envoyés en mission pour sauver des citoyens brésiliens et d'autres pays. La mission a également apporté un total d'environ 12 tonnes d'aide humanitaire à l'Ukraine. La mission a secouru des ressortissants ukrainiens, argentins et colombiens, qui ont tous été emmenés au Brésil[19].

- En juin 2022, un C-390 du FAB  Escuadrão Gordo  (1er/1er GT) participe pour la première fois à la campagne antarctique brésilienne, déchargeant des chargements de ravitaillement pour la Base antarctique Comandante Ferraz[20].

## Utilisateurs
Unités opérationnelles en 2024 au Brésil et au Portugal, en construction ou sous contrat par la Hongrie, les Pays-Bas, l'Autriche et la République tchèque :
 Brésil
- Force aérienne brésilienne : 6 en service, un prototype chez Embraer (15 en commande)[21]. En 2009, il est commandé trois prototypes par la FAB[22], qui commande en 2017 28 appareils pour une première livraison en 2018[23]. Le nombre total d’aéronefs qui était envisagé sera, selon un accord annoncé le 10 février 2022 de 22 avions livrables jusqu’en 2034[24].

 Portugal
- Force aérienne portugaise : 2 en service (4 en commande). Le Portugal est le deuxième utilisateur opérationnel du modèle depuis 2023, il est devenu partenaire du développement du KC-390 grâce à l'usine Embraer d'Évora inaugurée en septembre 2012 et s'est montré intéressé par l'acquisition de six exemplaires[25] au détriment de l'A400M. Des négociations pour 5 appareils et un en option s'ouvrent en 2017. La commande est effective le 11 juillet 2019, accompagnée d'un simulateur et des pièces détachées pour 827 millions d'euros livrables entre 2023 et 2027[26],[27]. Le contrat est officiellement signé le 22 août 2019. Le premier appareil a été livré en 2022 et le second est prévu pour début 2024[28],[29],[30].

 Hongrie
- Force aérienne hongroise : 2 commandés en 2020 (dont capacité de ravitaillement), livraison du premier le 5 septembre 2024[31]

 Pays-Bas
- Force aérienne royale néerlandaise : 5 commandés le 16 juin 2022 pour une livraison à partir de 2026[32].

 Autriche
- Force aérienne autrichienne : 4 appareils en commande. Annoncée le 20 septembre 2023 en remplacement de sa flotte de C-130 pour entre 130 et 150 millions d'Euros, devant être livrés à partir de 2026[33].

 Tchéquie
- Force aérienne tchèque : Deux unités sélectionnées, annoncées en octobre 2023[34].

 Corée du Sud
- Force aérienne de la république de Corée : Trois unités annoncées en décembre 2023[35].

 Slovaquie
- Force aérienne slovaque : lettre d'intention pour trois appareils en décembre 2024[36].

 Suède
- Armée de l'air suédoise Le 1er avril 2025, le ministère suédois de la Défense a officiellement annoncé l'acquisition de 4 avions pour le pays[37].

 Lituanie
En juin 2025, le ministère de la Défense nationale a entamé les négociations sur l'achat de trois C-390s.
Pays non divulgué
En décembre 2024, Embraer a publié une note concernant la signature d'un contrat pour deux unités C-390 Millennium avec un client inconnu.

### Pays ayant manifesté de l'intérêt
- Arabie saoudite[40]
- Inde[41]
- Grèce[42]
- France[43]
- Émirats arabes unis[44]
- Pologne[36]
- Italie[45]
- Maroc[46]
- Ukraine[47]
- Argentine[48]
- Chili[48]
- Colombie[49]
- Pérou[48]